# Боннио де Флёрак, Луи Виктор Мари
Луи Виктор Мари Боннио де Флёрак (фр. Louis Victor Marie Bonniot de Fleurac; 19 ноября 1876 — 20 марта 1965) — французский легкоатлет, бронзовый призёр летних Олимпийских игр 1908.
На Играх 1908 в Лондоне Боннио участвовал в трёх дисциплинах. Вместе со своей командной он занял третье место в командной гонке на 3 мили, а также занял шестую позицию в полуфинале забега на 1500 м и не финишировал в гонке на 3200 м с препятствиями.